# Distillerie de Saint-Leu
La distillerie est un bâtiment remarquable de l'île de La Réunion, département d'outre-mer français dans le sud-ouest de l'océan Indien. Située 12 route nationale 1 à Saint-Leu, elle est inscrite en totalité à l'inventaire des Monuments historiques depuis le 16 avril 2002. Cette inscription recouvre son terrain d’assiette,.